# Ministerio de las Fuerzas Armadas del Pueblo de Corea del Norte
El Ministerio de las Fuerzas Armadas del Pueblo de Corea o Ministerio de las Fuerzas Armadas Populares de Corea (MFAP) es la agencia gubernamental de la República Democrática Popular de Corea encargada de la coordinación administrativa y logística general del Ejército Popular de Corea (EPC). Antes de 1992, estaba bajo el control directo del presidente, con la orientación de la Comisión Nacional de Defensa de Corea del Norte y el Departamento de Asuntos Militares del Partido de los Trabajadores de Corea. La constitución del estado de 1992 cambia su control a la Comisión Nacional de Defensa de Corea del Norte y en el 2016, tras una reforma constitucional, queda bajo el mando de la Comisión de Asuntos Estatales de la República Democrática Popular de Corea. El actual Ministro de las Fuerzas Armadas del Pueblo es No Kwang-chol, que fue nombrado para el puesto en junio de 2018.

## Funciones
El Ministerio de las Fuerzas Armadas del Pueblo o de las Fuerzas Armadas Populares es esencialmente una agencia gubernamental norcoreano coordinadora que reúne los componentes logísticos, políticos y de personal del Ejército Popular de Corea. El ministerio también tiene departamentos que coordinan las relaciones con los ejércitos extranjeros, así como la regulación de las corporaciones propiedad del estado norcoreano relacionadas con la industria de la defensa y otras empresas que generan divisas. El ministerio, a través del Departamento de Personal General, es responsable de la planificación operativa diaria y la administración de los comandos terrestres, navales y aéreos del Ejército Popular de Corea. Desarrolla estrategias, conduce educación y entrenamiento, transmite las órdenes y la guía del Comando Supremo Ejército Popular de Corea y completa ciertas tareas de inteligencia de señales.

## Departamentos
El Ministerio de las Fuerzas Armadas del Pueblo contiene los siguientes departamentos:
- Buró Político General
- Departamento de Personal General
- Comando de seguridad

Tanto el director del Buró Político General como el Jefe del Estado Mayor tienen más poder que el ministro.

## Ministros de las Fuerzas Armadas del Pueblo
| N.º                                                     | Retrato | Nombre (nacimiento–fallecimiento) | Tiempo en el puesto                        | Partido                          |
| ------------------------------------------------------- | ------- | --------------------------------- | ------------------------------------------ | -------------------------------- |
| Establecido desde la Fundación de Corea del Norte       |         |                                   |                                            |                                  |
| 1                                                       |         | Choi Yong-kun (1900-1976)         | septiembre de 1948 - septiembre de 1957    | Partido Socialdemócrata de Corea |
| 2                                                       |         | Kim Kwang-hyop                    | septiembre de 1957 – octubre de 1962       |                                  |
| 3                                                       |         | Kim Chang-bong                    | octubre de 1962 – diciembre de 1968        |                                  |
| 4                                                       |         | Choe Hyon (1907-1982)             | diciembre de 1968 – mayo de 1976           |                                  |
| 5                                                       |         | O Chin-u (1917-1995)              | mayo de 1976 – febrero de 1995             |                                  |
| 6                                                       |         | Choi Kwang (1918-1997)            | octubre de 1995 – febrero de 1997          |                                  |
| 7                                                       |         | Kim Il-chol (nacido en 1933)      | febrero de 1997 – febrero de 2009          |                                  |
| 8                                                       |         | Kim Yong-chun (nacido en 1936)    | febrero de 2009 – abril de 2012            |                                  |
| 9                                                       |         | Kim Jong-gak (nacido en 1941)     | abril de 2012 – noviembre de 2012          | Partido del Trabajo de Corea     |
| 10                                                      |         | Kim Kyok-sik (1938-2015)          | noviembre de 2012 – mayo de 2013           |                                  |
| 11                                                      |         | Jang Jong-nam                     | mayo de 2013 – junio de 2014               |                                  |
| 12                                                      |         | Hyon Yong-chol (1949-2015)        | junio de 2014 – ± 30 de abril de 2015      |                                  |
| Desconocido (30 de abril de 2015 - 11 de julio de 2015) |         |                                   |                                            |                                  |
| 13                                                      |         | Pak Yong-sik (1950-)              | ± 11 de julio de 2015 - 4 de junio de 2018 | Partido del Trabajo de Corea     |
| 14                                                      |         | No Kwang-chol (1956-)             | 4 de junio de 2018 - diciembre de 2019     | Partido del Trabajo de Corea     |
| 15                                                      |         | Kim Jong-gwan                     | diciembre de 2019 - presente               |                                  |